# El efecto Lucifer
El efecto Lucifer: entender cómo la gente buena se vuelve malvada es un libro de 2007 que incluye el primer relato escrito y detallado del profesor Philip Zimbardo sobre los acontecimientos que rodearon el experimento de la prisión de Stanford (SPE) de 1971, un estudio de simulación de prisión que tuvo que ser interrumpido después de sólo seis días debido a varios resultados angustiosos y crisis mentales de los participantes. El libro incluye más de 30 años de investigación posterior sobre los factores psicológicos y sociales que provocan que personas que de otro modo serían morales cometan actos inmorales. También examina el abuso de prisioneros en Abu Ghraib en 2003, que tiene similitudes con el experimento de Stanford. El título toma su nombre de la historia bíblica del ángel favorito de Dios, Lucifer, su caída en desgracia y su asunción del papel de Satanás, la encarnación del mal. El libro estuvo brevemente en The New York Times Best Seller list y ganó el premio William James Book Award de la Asociación Estadounidense de Psicología en 2008.

## Argumento
El primer capítulo trata sobre el tema del título del libro, Lucifer, y sobre la naturaleza de la transformación moral como resultado de la interacción entre la disposición individual, la situación y los sistemas de poder. La mayor parte del libro, los capítulos 2 al 9, es principalmente un relato día a día de los acontecimientos que ocurrieron durante el experimento de Stanford, escrito en gran parte en tiempo presente literario con diálogos tomados de las transcripciones originales del experimento e incluye varias fotografías tomadas en el momento. El capítulo 10 presenta los datos recopilados en el SPE, y el capítulo 11 es un examen de las cuestiones éticas planteadas acerca del experimento. El resto del libro cubre una serie de temas dentro del campo de la psicología social, como estudios similares como los experimentos de conformidad de Asch, el experimento de Milgram, la investigación de Albert Bandura sobre la desconexión moral, la investigación sobre el efecto espectador de John M. Darley y Bibb Latané, y el trabajo posterior del propio Zimbardo sobre la desindividuación. También se examina la relevancia del experimento de Stanford en eventos como la rebelión de los prisioneros de la cárcel de Attica y la tortura y el abuso de prisioneros en la prisión de Abu Ghraib en Irak en 2003, con un enfoque especial en la historia del sargento Ivan Frederick. Zimbardo relata su experiencia como testigo experto de la defensa en el juicio militar de Frederick, y describe su visión de lo que llevó a un "soldado típico estadounidense" a involucrarse en la tortura de prisioneros. El capítulo final describe el concepto de heroísmo, los papeles clave de Joe Darby, el denunciante de los sucesos de Abu Ghraib, y Christina Maslach, la estudiante de posgrado que convenció a Zimbardo de terminar antes de tiempo el experimento de Stanford, y consejos sobre cómo resistir las situaciones negativas.

## Reseñas
Rose McDermott escribió que el libro "merece ser lectura obligatoria para todos aquellos interesados en la intersección de los procesos psicológicos y la realidad política" y sugiere que varias secciones serían excelentes lecturas asignadas en los cursos de psicología, como el capítulo sobre el heroísmo y el capítulo 12, "Investigando la dinámica social", que ella definió como "el mejor, más perspicaz y conciso resumen de la historia de la psicología social que he leído". Robert V. Levine afirmó que «este importante libro debería ser de lectura obligatoria no solo para científicos sociales, sino también para políticos, responsables de la toma de decisiones y educadores» y que «la sección sobre Abu Ghraib por sí sola justifica su precio». Juan Manso-Pinto (Universidad de Concepción, Chile)  escribió que " El Efecto Lucifer, más que un libro, es un manual de psicología social sobre el mal" y que aunque "escrito en inglés, su lenguaje sencillo y coloquial facilita su lectura". Stuart Wheeler recomendó el libro, calificándolo de «muy legible».
Ervin Staub lo describe como "un libro muy personal" y que "hace una valiosa contribución", pero sobre el Experimento de la Prisión de Stanford en sí, lo llama un estudio de caso en lugar de un experimento. Joachim I. Krueger (Universidad de Brown) escribió que el libro es "magnífico y oportuno", pero ofrece un análisis crítico del Experimento de la Prisión de Stanford, afirmando que si se juzga según los estándares convencionales, el SPE no puede considerarse un experimento. Retomando la interpretación desde una perspectiva de disposición, añadió que "las situaciones no 'dominan' a las personas, sino que revelan posibilidades latentes".
El teólogo Richard Holloway escribió que el relato diario del experimento de Zimbardo era «demasiado inflado y detallado... su diario de 250 páginas desequilibra el libro» y que «el libro es mejor cuando intenta aplicar la lección del experimento en otros contextos».

## Recepción
- El efecto Lucifer ocupó el puesto 11 en la lista de los libros de no ficción más vendidos del New York Times durante la semana que finalizó el 7 de abril de 2007.[4][11]

## Adaptaciones
- Philip Zimbardo presentó su trabajo en El efecto Lucifer en TED2008.[12]
- La película de 2015 The Stanford Prison Experiment se basó en el diálogo presentado en El efecto Lucifer, que a su vez estaba basado en transcripciones del experimento original.[13]

## Lectura adicional
- Sunstein, Cass R. (21 de mayo de 2007). «The Thin Line». The New Republic 236 (16): 51-55. ISSN 0028-6583. Consultado el 23 de abril de 2025.

- Datos: Q9251424